# Спокан (окръг)
Окръг Спока̀н (на английски: Spokane County, звуков файл и буквени символи за произношение , ) е окръг в щата Вашингтон, Съединени американски щати. Площта му е 4613 km², а населението – 506 152 души (2017). Административен център е град Спокан.

## Градове
- Еъруей Хайтс
- Либърти Лейк
- Медикал Лейк
- Милуд
- Спангъл
- Чийни